# JADES-GS-z7-01-QU
JADES-GS-z7-01-QU (conosciuta anche come JADES-GS+53.15508-27.80178 ) è una galassia Lyman-break, identificata per la prima volta nel 2010. È situata nella costellazione della Fornace. Questa galassia si è formata circa 700 milioni di anni dopo il Big Bang, dopodiché ha smesso improvvisamente di creare nuove stelle. È la galassia “morta” più antica e distante fino ad ora scoperta.

## Descrizione
La galassia è stata scoperta, per la prima volta, nel 2010 ed identificata come una galassia Lyman-break da Oesch ed altri ricercatori, ma non è stata osservata in dettaglio fino all'inizio del 2023 quando il James Webb Space Telescope (JWST), l'ha nuovamente osservata quiescente e con una massa relativamente bassa, più o meno uguale a quella della Piccola Nube di Magellano (SMC), utilizzando la NIRCam del JWST come parte del JWST Advanced Deep Extragalactic Survey (JADES). Dopo ulteriori osservazioni nel 2024 si è appurato che si tratta della più antica galassia "morta" finora individuata.
Il NIRSpec del JWST ha determinato che ha uno spettro molto blu con una magnitudine UV di 0.16 ± 0.03, una rottura di Balmer e nessuna riga di emissione nebulare.

## Implicazioni
Normalmente, l'estinzione della formazione stellare avviene molto più tardi nella linea temporale dell’universo. Tuttavia, la scoperta potrebbe implicare che l’attuale modello cosmico potrebbe essere incompleto.